# Sida rubromarginata
Sida rubromarginata är en malvaväxtart som beskrevs av George Valentine Nash. Sida rubromarginata ingår i släktet sammetsmalvor, och familjen malvaväxter. Inga underarter finns listade i Catalogue of Life.